# Bergwiesen im Osterzgebirge
Das Naturschutzgroßprojekt Bergwiesen im Osterzgebirge ist das 50. Projekt des seit 1979 bestehenden Förderprogramms „chance.natur – Bundesförderung Naturschutz“ in Deutschland.

## Beschreibung

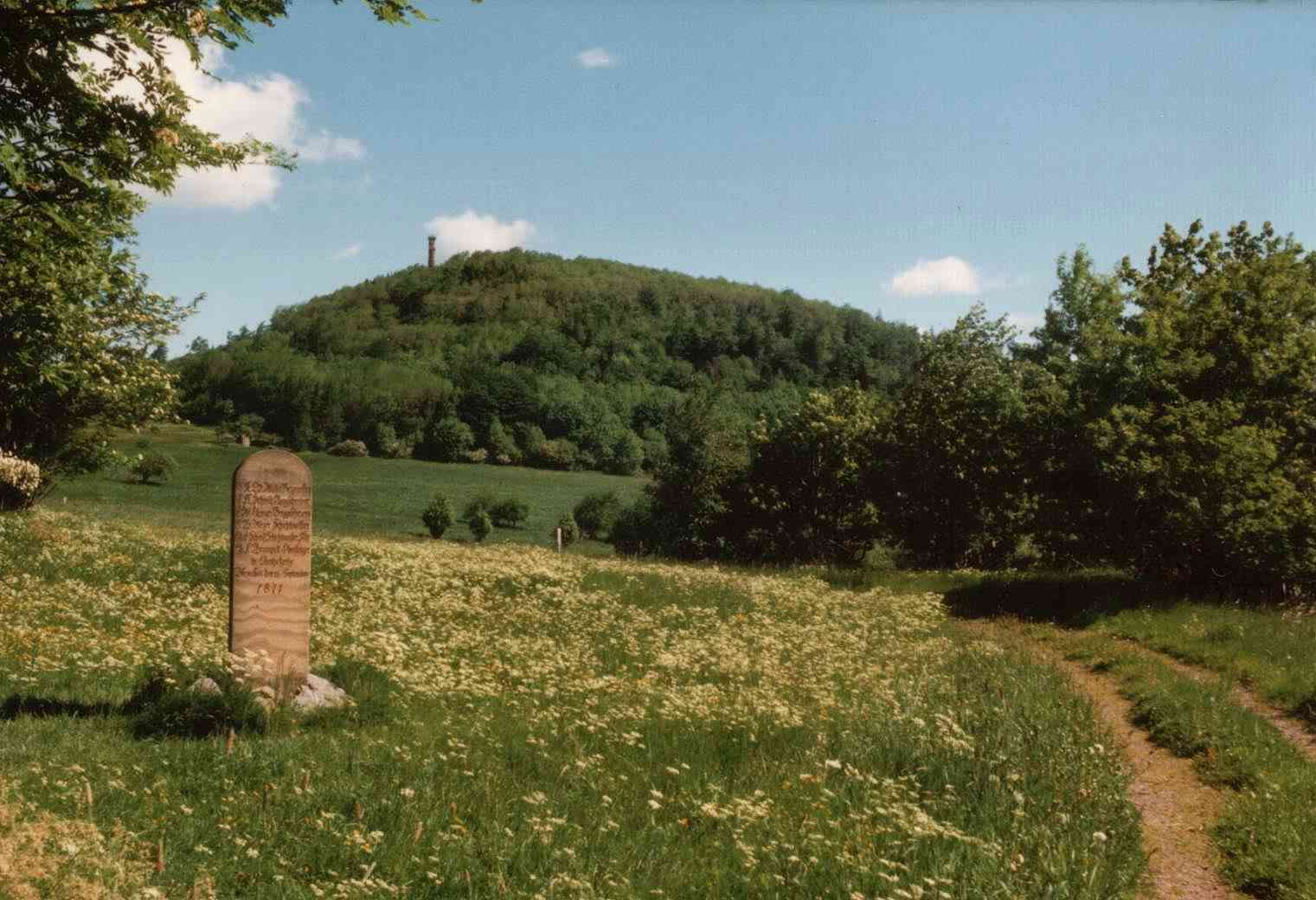
Bergwiesen am südwestlichen Fuß des Geisingberges

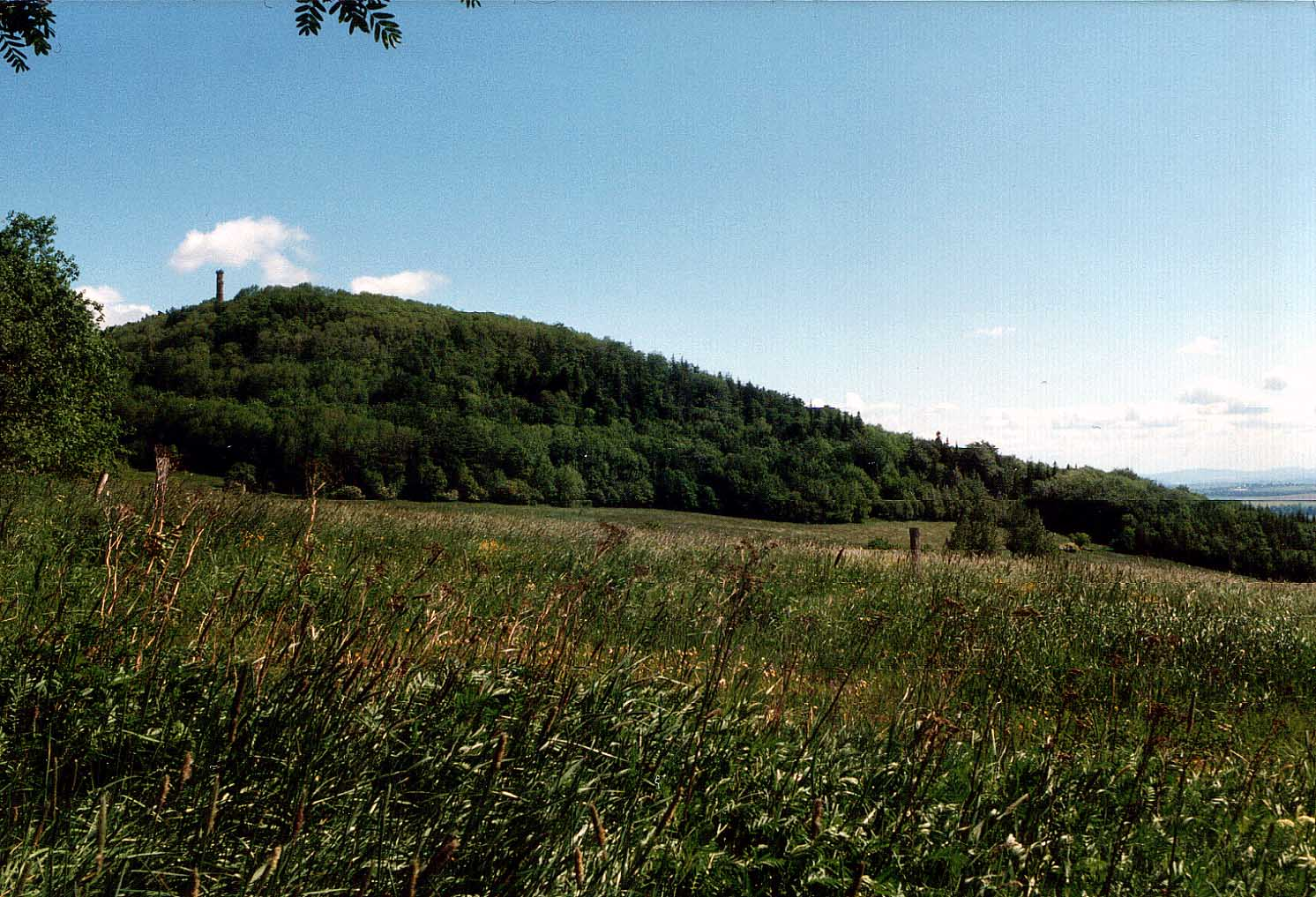
Bergwiesen am Geisingberg

Projektträger ist der Landkreis Sächsische Schweiz-Osterzgebirge in Sachsen.
Ziel des Projekts ist die Erhaltung verschiedener Offenlandbiotope im Osterzgebirge mit ihrer artenreichen Flora und Fauna, insbesondere montanes extensiv genutztes Grünland mit Birkhuhnvorkommen, durch eine naturverträgliche Landwirtschaft. Die einmalige Kulturlandschaft, welche in der 500-jährigen Bewirtschaftung des Osterzgebirges entstanden ist, umfasst Bergwiesen, Feuchtwiesen, Borstgrasrasen, Moore und Steinrücken.
Fördergebiete sind der Geisingberg und die Grenzwiesen Fürstenau, welche sich in den Kernzonen von Altenberg (Geisingberg) und Fürstenau befinden, einschließlich der Randzonen Geising, Zinnwald-Georgenfeld, Rudolphsdorf, Cínovec, Fojtovice und Adolfov. Angrenzende Gebiete sind Lauenstein, Löwenhain und Fürstenwalde. 
Als besonders schützenswert wurden eingestuft:
Pflanzenarten
- Niedrige Schwarzwurzel
- Alantdistel
- Arnika (Berg-Wohlverleih)
- Feuerlilie
- Breitblättriges Knabenkraut
- Schmalblättriges Wollgras

Tierarten
- Dukatenfalter
- Hochmoor-Perlmuttfalter
- Braunkehlchen
- Neuntöter
- Birkhuhn
- Wachtelkönig

Landschaft
- Steinrücken in Fürstenau
- Bergwiesen am Geisingberg

## Finanzierung
Das Projekt wurde von 1999 bis 2008 gefördert durch
- das Bundesamt für Naturschutz
- das sächsische Staatsministerium für Umwelt und Landwirtschaft
- den Weißeritzkreis (seit der Kreisreform 2008 im Landkreis Sächsische Schweiz-Osterzgebirge aufgegangen)

Das finanzielle Gesamtvolumen betrug 5,37 Millionen Euro, getragen zu:
- 75 % vom Bund
- 20 % vom Land Sachsen
- 5 % vom Weißeritzkreis als Träger mit der Stadt Altenberg und der Stadt Geising

Im Dezember 2010 begann die zweite Phase des Projektes, welche bis August 2015 laufen soll. Das Projektvolumen beträgt 3,4 Millionen Euro, getragen zu:
- 65 % vom Bund
- 28 % vom Land Sachsen
- 7 % vom Projektträger (Landkreis Sächsische Schweiz-Osterzgebirge, Stadt Altenberg, Förderverein für die Natur des Osterzgebirges)